# Saprolite

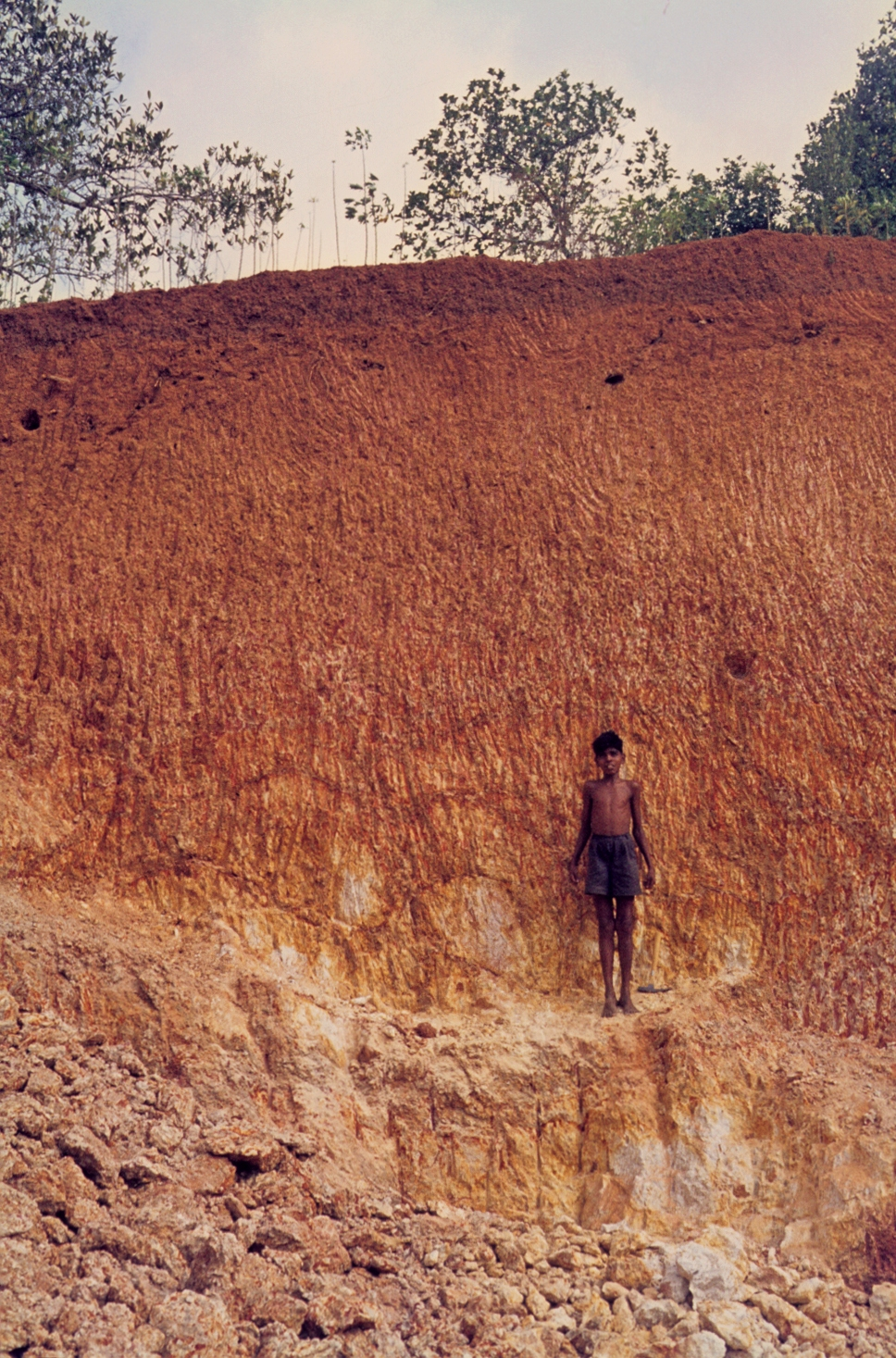
Un profil latéritique ; transition depuis le bas : la roche-mère (un gneiss), une saprolite meuble vers une fine latérite indurée marron, le tout sous un sol latéritique (Inde).

Une saprolite ou saprolithe (du grec ancien : σαπρος sapros, « décomposé ») est une roche généralement meuble à dominante argileuse, ce qui la distingue de la régolithe, formation sableuse de pays aride ou subaride. Formant une couche géologique, surmontant dans des coupes de sol profondes la roche-mère, cette altérite résulte de l'altération chimique d'une roche-mère, due à l'action du climat, de l'eau ou l'action hydro-thermale, sans avoir été transportée. Elle est friable, se coupe souvent à la bêche, et présente les structures de la roche d'origine et de nouvelles structures. Il s'agit d'un matériau formé sur place (autochtone).